# Cécile Sorel
Cécile Sorel, właśc. Cécile Emilie Seurre (ur. 17 września 1873 w Paryżu, zm. 3 września 1966 w Trouville-sur-Mer) – francuska aktorka.
Od 1903 r. występowała w Comédie-Française.
Żona Guillaume'a de Saxa, hrabiego de Ségur. Pod koniec życia wstąpiła do klasztoru. Została pochowana na cmentarzu Montparnasse w Paryżu.